# Eublemma porphyrescens
Eublemma porphyrescens är en fjärilsart som beskrevs av George Francis Hampson 1914. Eublemma porphyrescens ingår i släktet Eublemma och familjen nattflyn. Inga underarter finns listade i Catalogue of Life.